# Maireana erioclada
Maireana erioclada är en amarantväxtart som först beskrevs av George Bentham, och fick sitt nu gällande namn av Paul G. Wilson. Maireana erioclada ingår i släktet Maireana och familjen amarantväxter. Inga underarter finns listade i Catalogue of Life.